# پاملا فرایمن

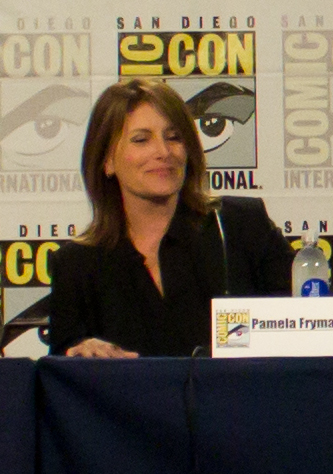
پاملا فرایمن درحال گفتگو با خبرنگاران

پاملا فرایمن (به انگلیسی: Pamela G. Fryman) تهیه‌کننده و کارگردان سریال‌های کمدی موقعیت آمریکایی است.

## زندگی شخصی
فریمن در فیلادلفیا متولد و بزرگ شده است.

## فیلم‌شناسی
- آشنایی با مادر
- دوستان
- فریزر